# John J. Parker

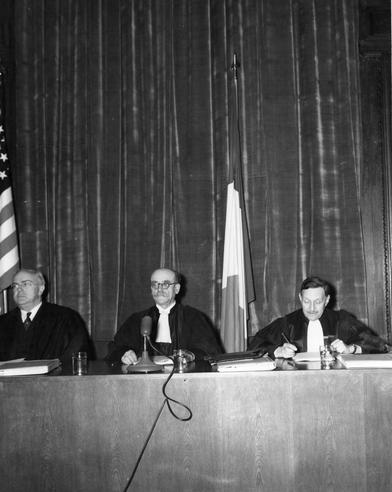
Giudici al processo di Norimberga: John J. Parker (USA), Henri Donnedieu de Vabres e Robert Falco (Francia)

John Johnston Parker (Monroe, 20 novembre 1885 – Washington, 17 marzo 1958) è stato un giurista e politico statunitense, giudice al processo di Norimberga.

## Biografia
Laureato in giurisprudenza all'Università della Carolina del Nord a Chapel Hill nel 1908, esercitò la professione di avvocato fino al 1925. Fu candidato per il Partito Repubblicano alla carica di deputato alla Camera nel 1910 e di governatore della Carolina del Nord nel 1920, senza conseguire l'elezione. Fu assistente del procuratore generale degli Stati Uniti d'America dal 1923 al 1924.
Venne nominato giudice federale dal presidente Calvin Coolidge nel 1925, prestando servizio presso il IV circuito delle Corti d'appello . Nel 1930 venne proposto dal presidente Herbert Hoover come giudice della Corte suprema, ma la sua nomina non venne confermata dal Senato, anche a causa dell'opposizione del movimento sindacale e della NAACP (quest'ultima contestava a Parker alcune sue precedenti dichiarazioni non favorevoli alla partecipazione politica degli afroamericani).
Dal 1945 al 1946 servì come giudice sostituito, per conto degli Stati Uniti, al processo di Norimberga. Fu infine componente, dal 1954 fino alla scomparsa, della Commissione del diritto internazionale delle Nazioni Unite.